# 恵俊彰
恵 俊彰（めぐみ としあき、1964年〈昭和39年〉12月21日 - ）は、日本のお笑いタレント、司会者、俳優、スポーツ科学者。学位は修士。お笑いコンビホンジャマカのツッコミ担当。相方は石塚英彦。愛称は、恵(めぐ)ちゃん。
鹿児島県鹿児島市出身。ワタナベエンターテインメント所属。

## 略歴
鹿児島大学教育学部附属小学校、鹿児島市立甲南中学校、鹿児島県立甲南高等学校卒業。3年間の浪人を経て、東放学園専門学校に就職。
1986年（昭和61年）、当時渡辺プロダクションが立ち上げた若手お笑いタレントグループ「BIG THURSDAY（）」のオーディションに合格し、芸能界に入る。1988年（昭和63年）6月4日、インクスティック芝浦ファクトリーにて11人体制でホンジャマカ初ライブ「BIG THURSDAY ホンジャマカ VOL.1」を開催する。1989年（平成元年）、「ホンジャマカ」のメンバーが次々と脱退していく中で唯一残った石塚英彦と改めてコンビを結成し、再デビューを果たす。なお脱退メンバーの中には、後に恵の妻となる松本美貴がいた。
元々は「小デブ」として売り出しており、相方の石塚と区別が付かないほどだった。しかし、友人の岸谷五朗に太っていることを貶されるなどの理由から、20時以降は何も食べないなどしてダイエットをした結果、20kgの減量に成功。それ以来は「痩せている方」と言われるようになった。相方の石塚はこの事について「恵ちゃんが食べなくなったので、その分自分が食べて余計に太った」などとネタで話すことがある。
岸谷五朗がパーソナリティを務めるTBSラジオ『岸谷五朗の東京RADIO CLUB』では、リスナーから絶大な支持を集めた。今や若者言葉として定着した「てゆ〜か〜」「ぶっちゃけ〜」「正直」などを使い始めた先駆けである。
その当時から恵個人でのソロ活動はしていたが、1998年（平成10年）にフジテレビ『ロケットパンチ! MUSIC DELIVERY』で司会を担当したのを皮切りにソロでの司会業が増えていった。現在はTBSテレビ制作番組への出演が多く、特に2009年（平成21年）3月からは同系列局で平日に生放送の情報・ワイドショー番組『ひるおび』の総合司会を、弁護士の八代英輝と共に務めている。その他に俳優としても活動しており、『毛利元就』や『サラリーマン金太郎』シリーズなどに出演している。
2022年（令和4年）4月、『ひるおび』の不定期コメンテーター・原晋からの勧めで、早稲田大学大学院スポーツ科学研究科に入学した。
2023年（令和5年）3月26日、早稲田大学大学院スポーツ科学研究科を修了。研究テーマは「情報番組がスポーツを伝える役割」であった。

## 人物・エピソード
父の恵知雄は大島紬の工場である恵大島紬織物を経営していた職人で、白く染める泥染めの「白恵泥」で特許を取得している。母は京都府京都市出身。
3男1女の父親。妻は、11人体制時代のコントユニット「ホンジャマカ」のメンバーであった松本美貴。
趣味はパソコン。ホンジャマカライブのポスターを自分でデザインしたこともある。その他には映画鑑賞、音楽鑑賞、ゴルフ、ビリヤードなどを趣味に持つ。『ひるおび』のホームページのマイブームの欄に「ゴルフクラブを眺めること・ゴルフクラブの角度調整をすること」と書いていたこともあり、2017年（平成29年）にはチャリティゴルフ大会「ザ・レジェンド・チャリティプロアマトーナメント」の著名人の部で優勝した。
長渕剛、三浦春馬のファン。
2001年（平成13年）頃からメジャーリーグに強い関心を持っている。
情報番組で総合司会業を行うことから前日どれだけ多忙でも毎朝5時に起床し、各局の情報番組をチェックするほか移動中もほぼ全ての新聞に目を通している。
TBSの『ひるおび!』開始時、島田紳助から「（当時TBS昼枠は視聴率低迷していたため）最下位の球団の監督をやるんやから、勝てるわけはない。FAで誰かをとってこられるわけでもないし。少なくとも1年やれば、視聴率をとることの難しさや、負けることを勉強できる。やるだけやってみればええ」との助言をもらった。
同期に当たる爆笑問題の太田光からは「嫌い」「つまらない」とネタにされている。恵自身は太田をそれほどは嫌っておらず、DAIGO・北川景子夫妻の結婚式で偶然居合わせて野次を飛ばされた際も普通に受け答えをしている。だが、恵の所属事務所であるワタナベエンターテインメントは太田を警戒している様子で、太田は事務所スタッフから注意を受けたりしている。
ホンジャマカ結成前にはTBS『加トちゃんケンちゃんごきげんテレビ』の名物コーナー「おもしろビデオコーナー」で前説を務めていた。2020年（令和2年）に志村けんが死去した際には、「前説でうけたら、本番前なのにステージに出てきてくれました。それが嬉しくて、「志村けん」という日本の喜劇の星と、たとえ前説でもいいから絡みたくて、頑張りました。もっともっとご一緒したかった…」とコメントを発表した。
2021年（令和3年）4月28日、東京2020オリンピック聖火リレーにて鹿児島県の最終聖火ランナーに選ばれ、緊急事態宣言下の東京から移動しゴール地点の指宿市営陸上競技場で聖火皿への点火を担った。
2020年（令和2年）9月、鹿児島県の広報大使である薩摩大使に就任。

## 出演
石塚英彦とのコンビでの出演についてはホンジャマカ#出演を参照。

### テレビ番組
太字は出演継続中の作品。
- 熱帯夜アカデミー BODY SONIC（1988年 - 1989年、テレビ朝日）
- 上岡龍太郎にはダマされないぞ!（1990年 - 1996年、フジテレビ）
- ロバの耳そうじ（1994年 - 1996年、日本テレビ）
- 風まかせ 新・諸国漫遊記（1995年4月 - 1999年3月、フジテレビ）
- 王様のブランチ（1996年 - 2006年、TBS）
- サエラの好奇心（1996年 - 1998年、名古屋テレビ）
- カイカン雛スポ（1996年、テレビ朝日） - サブMCとして出演。メインMCは雛形あきこ。
- 伊東家の食卓（1999年4月 - 11月、日本テレビ） - 隔週で「大発見」のコーナーの進行担当
- 男3人ブラ珍クイズ旅 → 男3人ムリ珍お宝旅 → 男3人ワク珍クイズ旅 → 男3人ラブ珍ハント旅 → 男3人ブラ珍ゲーム旅（1997年 - 2000年、TBS）
- カウントダウンオールヒット（1997年頃 - 2002年、TBS）
- トロトロでいこう! → Oh!トロトロでいこう（1997年 - 1998年、フジテレビ）
- ロケットパンチ! MUSIC DELIVERY（1998年 - 1999年、フジテレビ）
- ゴールデン洋画劇場（1998年 - 1999年、フジテレビ） - 解説者
- だっちゅーに!（1998年 - 1999年、名古屋テレビ）
- 愛のヒナ壇（1998年頃、TBS）
- COUNT DOWN TV 特番および年越しLIVE（1998年頃 - 2008年、TBS）[16]
- 天の恵〜愛の社会科見学〜（2000年 - 2001年、テレビ東京）[16]
- SPO LOVE（2000年 - 2002年、TBS）
- せきらら白書（2001年 - 2002年、テレビ朝日）
- J-SPORTS → J-SPO（2002年 - 2009年、TBS）
- インタラクTV クイズあの日その時（2003年、NHK BSハイビジョン） - 司会
- ㊕情報とってもインサイト（2004年 - 2005年、TBS） - 総合司会[16]
- 江原啓之スペシャル 天国からの手紙（2004年4月18日 - 2007年12月26日（10回）、フジテレビ）
- きょう発プラス!（2005年 - 2006年、TBS） - 総合司会[16]
- 双方向TV 地球ゴーラウンド（2005年 - 2006年、NHK BSハイビジョン）司会
- 双方向ライブ にっぽんのマジョリティー（2006年 - 2007年、NHK BSハイビジョン）
- 2時っチャオ!（2006年 - 2009年、TBS） - 総合司会[16]
- アインシュタインの眼（2007年 - 2010年、NHK BSハイビジョン）
- 日本はまかせろ! スーパーキッズ大集合（2008年5月4日、NHK）
- ひるおび（2009年3月30日 - 、TBS） - 総合司会[16]
- S☆1・J-SPO（2009年 - 2010年、TBS）[16]
- 女神のキセキ（2010年 - 2011年、テレビ東京）
- 新世紀ネタキング決定戦（2010年 - 2011年、TOKYO MX）
- 世界体感!UMIHIKO×YAMAHIKO（2012年 - 2013年、NHK BS1）
- ニッポンぶらり鉄道旅（2014年 - 、NHK BSプレミアム） - パイロット版とスペシャルのみに出演
- MUSIC FAIR（2001年 - 2016年、フジテレビ） - 総合司会[16]
- その原因、Xにあり!（2016年 - 2017年、フジテレビ）[16]
- 世界!極タウンに住んでみる（2018年、フジテレビ）[16]
- ワールド極限ミステリー（2019年10月9日 - 、TBS） - MC[16]
- 緊急!公開大捜索SP（TBS） - MC
- 芸能人が本気で考えた!ドッキリGP（2018年11月10日 - 、フジテレビ） - レギュラー

### テレビドラマ
- ポーラテレビ小説 恋とオムレツ（1986年、TBS）
- 熱帯夜アカデミー Hollywood Hills（1988年、テレビ朝日）
- 世にも奇妙な物語 冬の特別編「大予言」（1991年、フジテレビ）
- ネオドラマ 寝た子に乾杯！（1993年、テレビ朝日）
- 不思議な幻燈館 第37話・第42話（1991年、テレビ朝日）
- 毎度ゴメンなさぁい（1994年、TBS）
- 金曜エンタテイメント 噂の女人情詐欺師 早苗とたまき涙の事件簿（1996年、フジテレビ）
- 大河ドラマ 毛利元就（1997年、NHK） - 小早川隆景 役
- お熱いのがお好き?（1998年、日本テレビ） - 野々山旭 役
- 甘い生活。（1999年、日本テレビ） - 伊刈大作 役
- 最後のサムライ河井継之助（1999年、テレビ朝日）
- shin-D 七人ぐらいの兵士（2000年、日本テレビ）
- 時空警察（2001年 - 2005年、日本テレビ） - 広瀬忠生巡査部長 役
- サイコドクター 第7話（2002年、日本テレビ）
- 土曜ドラマ ぼくの魔法使い 第5話（2003年、日本テレビ） - 金子賢治 役
- ファンタズマ〜呪いの館〜 EPISODE 4（2004年、テレビ東京） - 自身監督作品
- 金曜ドラマ タイヨウのうた（2006年、TBS）
- 日曜劇場（TBS）
  - サラリーマン金太郎（1999年 - 2004年） - 前田一郎 役
  - ハタチの恋人（2007年） - コンビニ店員・遠藤健志 役
  - 新参者（2010年） - 米岡彰文 役
  - 下町ロケット（2015年10月 - 12月） - 神谷修一 役
  - ブラックペアン シーズン2 第5話（2024年8月4日） - 木崎大吾 役[17]
- さよならぼくたちのようちえん（2011年、日本テレビ） - 植原拓実の父 役
- 木曜ドラマ9（TBS） 
  - ランナウェイ〜愛する君のために 第1話（2011年）- ワイドショーの司会者 役
  - パパドル! 第3話・最終話（2012年5月10日・6月28日）
- ブラックボード〜時代と戦った教師たち〜 第一夜（2012年4月5日、TBS） - 復員兵 役
- 月曜ゴールデン 浅見光彦シリーズ 31（2012年9月3日、TBS） - 毛利忠則 役
- ウロボロス〜この愛こそ、正義。（2015年1月23日、TBS）
- 砂の塔〜知りすぎた隣人 第2話（2016年10月21日、TBS） - 恵俊彰（本人） 役
- IQ246〜華麗なる事件簿〜 第2話（2016年10月23日、TBS） - ワイドショーの司会者 役
- 月曜名作劇場 はぐれ署長の殺人急行（2016年 - 2018年、TBS） - 主演・北斗鉄太郎 役
- ハロー張りネズミ 第3話（2017年7月28日、TBS） - 恵俊彰（本人） 役
- 俺の家の話 第九話（2021年3月19日、TBS） - 恵俊彰（本人） 役
- マイファミリー 第2話（2022年4月17日、TBS） - 奈良橋弁護士 役
- アンチヒーロー 第3話（2024年4月21日、TBS） - 本人 役
- 笑うマトリョーシカ 第1話（2024年6月28日、TBS） - 本人 役

### ラジオ番組
太字は出演継続中の作品。
- 岸谷五朗の東京RADIO CLUB（1990年10月 - 1994年9月、TBSラジオ）
- STUDIO C2 SQUARE（1991年4月 - 1994年3月、TBSラジオ）
- 金曜UP'S 恵俊彰のメグミーランド（1995年10月 - 1996年9月、TBSラジオ）
- 週末大王（1997年10月 - 1998年3月、TBSラジオ）
- 流行電波倶楽部（文化放送）
- 恵俊彰のディア・フレンズ（2000年1月 - 2006年3月、TOKYO FM）
- 恵俊彰で3人（2006年4月 - 9月、TOKYO FM）
- ポッカコーヒー Hey!オッサン（2006年10月 - 2007年1月、TOKYO FM）
- おふたりさま（2012年4月 - 2013年3月、TOKYO FM）
- 東京海上日動 Challenge Stories〜人生は、挑戦であふれている〜（2015年4月 - 2022年3月、TOKYO FM）
- 東京海上日動 Side By Side（2022年4月 -2023年3月25日 、TOKYO FM）

### CM
- 味の素ゼネラルフーヅ（2000年 - 2002年） - 桜井幸子との共演
- ネスレ ネスカフェ エクセラ「エクセラで、ラテ！・strong編」（2011年） - 中山秀征、レッド吉田との共演[18]

### 映画
- 桃色探偵団 PINK DICKS 3 狙われたトランプスーツ（1991年）
- CUTE（1997年）
- サラリーマン金太郎（1999年） - 前田一郎 役
- ござまれじ（2003年） - 自身監督作
- 姑獲鳥の夏（2005年）
- 全身と小指（2006年）
- S-最後の警官- 奪還 RECOVERY OF OUR FUTURE（2015年）
- 祈りの幕が下りる時（2018年） - 米岡彰文 役

### 吹き替え
- スチュアート・リトル（2000年） - スノーベル 役。テレビ朝日での放送時には内田直哉の吹き替えに差し替えられたが、2013年のTBSでの放送の際に、恵自身の新録による吹き替えに再度差し替えられた。
- スチュアート・リトル2（2002年） - スノーベル 役
- スチュアート・リトル3 森の仲間と大冒険（2006年） - スノーベル 役

### 舞台
- 七人ぐらいの兵士（2000年）

## 執筆

### 書籍
- ディアフレーズ すぐ使いたくなるあの人の名言（2003年11月15日、TOKYO FM出版、ISBN 4-88745-090-7）
- 親父の役目 四人目が生まれて思うこと（2013年6月13日、マガジンハウス、ISBN 978-4-8387-2551-9）

### 連載
- 週刊アスキー（不定期連載、アスキー・メディアワークス）